# Nhữ Thị Minh Nguyệt
Nhữ Thị Minh Nguyệt là nữ Thiếu tướng của Công an nhân dân Việt Nam. Bà hiện giữ chức vụ Phó Cục trưởng Cục Cảnh sát phòng chống tội phạm môi trường, Bộ Công an Việt Nam, nguyên Cục trưởng Cục Chính trị Cảnh sát, Bộ Công an Việt Nam.

## Tiểu sử
Nhữ Thị Minh Nguyệt có quê quán tại phường Ba Hàng, thị xã Phổ Yên, tỉnh Thái Nguyên.
Tháng 5 năm 2012, bà là Trưởng ban công tác Phụ nữ của Tổng cục phòng chống tội phạm sau đó lần lượt được bổ nhiệm làm Phó cục trưởng Cục Chính trị Hậu cần Cảnh sát phòng, chống tội phạm., Phó Cục trưởng Cục Chính trị - Hậu cần cảnh sát (C43), Chủ tịch Hội phụ nữ Tổng cục VI (Bộ Công an).
Tháng 12 năm 2015 đến ngày 19 tháng 10 năm 2017, bà giữ chức Cục trưởng Cục Chính trị Cảnh sát, Bộ Công an Việt Nam.
Tháng 10 năm 2017, bà được phong quân hàm Thiếu tướng Công an nhân dân Việt Nam. Bà là người phụ nữ thứ tư trong Lực lượng Công an nhân dân Việt Nam được phong quân hàm Thiếu tướng, sau bà Bùi Tuyết Minh, Trần Thị Ngọc Đẹp, và Hoàng Thị Thủy.
Từ ngày 25 tháng 10 năm 2017 đến tháng 5 năm 2018, Nhữ Thị Minh Nguyệt là Thiếu tướng Công an nhân dân Việt Nam, Cục trưởng Cục Chính trị Cảnh sát, Bộ Công an Việt Nam. Tháng 9 năm 2018, bà được phân công sang giữ chức Phó cục trưởng Cục Cảnh sát phòng chống tội phạm môi trường.

## Phong tặng

### Lịch sử thụ phong quân hàm
- Đại tá Công an nhân dân Việt Nam (tháng 8 năm 2012)
- Thiếu tướng Công an nhân dân Việt Nam (tháng 10 năm 2017)

## Gia đình
Bà có chồng là Thiếu tướng Công an Nguyễn Khắc Thủy, Cục trưởng Cục Y tế, Bộ Công an Việt Nam. Hiện gia đình ba sống tại Hà Nội.